# NGC 341B
NGC 341B is een balkspiraalstelsel in het sterrenbeeld Walvis. Het hemelobject ligt ongeveer 186 miljoen lichtjaar van de Aarde verwijderd. In de nabijheid bevindt zich een dichterbij gelegen sterrenstelsel dat het nummer NGC 341A draagt.

## Synoniemen
- PGC 3627
- MCG -2-3-64
- Arp 57
- VV 361
- MK 968
- NPM1G -09.0042